# Dan Coats
Daniel Ray (Dan) Coats (Jackson, 16 mei 1943) is een Amerikaanse politicus van de Republikeinse Partij. Hij was Director of National Intelligence in het kabinet-Trump I van 2017 tot 2019. Eerder was hij van 2011 tot 2017 en van 1989 tot 1999 senator voor Indiana. Daarvoor was hij van 1981 tot 1989 afgevaardigde voor het 4e district van Indiana.
- International Standard Name Identifier: 0000 0000 4231 4930
- Library of Congress Control Number: no91007183
- SNAC: w61z7cft
- Biographical Directory of the United States Congress: C000542
- Virtual International Authority File: 78340228
- WorldCat: E39PBJjtbFvqQGtmCqPHthqqQq